# Koniecpolscy herbu Pobóg

Herb Pobóg

Herb Koniecpolski Książę cz. Pobóg odm.

Koniecpolscy – magnacki ród herbu Pobóg, wywodzący się z Koniecpola koło Częstochowy.

## Historia rodu
Protoplastą rodu był Przedbór, starosta kujawski żyjący w drugiej połowie XIV wieku. Syn Przedbora Jakub z Koniecpola w 1394 roku wymieniany jest w źródłach jako wojewoda sieradzki i starosta kujawski, który przez pewien czas znajdował się w otoczeniu królowej Jadwigi. Jego nazwisko znalazło się na akcie odnowienia Uniwersytetu Krakowskiego w 1400 roku. W 1401 roku Jakub uczestniczył w rozmowach polsko-litewskich przed zawarciem ugody wileńsko-radomskiej, a w 1403 poświadczył w Lublinie zobowiązanie Witolda, który obiecał, że nie zawrze przymierza z Zakonem Krzyżackim bez zgody króla. W 1410 roku walczył na czele chorągwi pod Grunwaldem oraz brał udział w oblężeniu Malborka.
Jakub miał dwóch synów, Mikołaja Przedbora Koniecpolskiego oraz Jana Koniecpolskiego, zwanego Taszką. Najwyższe godności uzyskał Jan. Od 1428 roku był starostą lelowskim, a od 1443 sieradzkim. Swoją polityczną karierę oparł na biskupie Zbigniewie Oleśnickim. W 1436 roku został kanclerzem koronnym. Jan Koniecpolski przewodził poselstwu, które promowało kandydaturę Władysława Warneńczyka na króla Węgier, a w 1454 składał Kazimierzowi Jagiellończykowi akt inkorporacji Prus do Polski. Zmarł w 1455 roku. Jego dwaj synowie Jan i Przedbór nie doczekali się potomków umierając młodo.
Ród Koniecpolskich kontynuował brat Jana Taszki, Mikołaj Przedbór, kasztelan rozpierski, a następnie sandomierski. W 1443 roku przyczynił się do nadania rodowej siedzibie praw miejskich, przez Władysława Warneńczyka. Mikołaj Przedbór miał dwóch synów – Mikołaja, starostę przemyskiego i Jakuba, starostę, a następnie kasztelana przemyskiego. Ponieważ Mikołaj miał tylko córkę, ród Koniecpolskich kontynuował Jakub, który ściśle związany był z ruchem egzekucyjnym. W 1478 roku unieważnił zapisy na Sieradzu i Ratnie, a w 1479 odstąpił królowi dochody z zamków i starostwa. Synem Jakuba był Stanisław Koniecpolski, starosta przemyski, mąż mieszczki poznańskiej Katarzyny z Heltów. Jego dwaj synowie dali początek dwóm liniom Koniecpolskich: kasztelańskiej i hetmańskiej. Starszą, kasztelańską założył Mikołaj Przedbór Koniecpolski, młodszą hetmańską Stanisław Przedbór. Obaj dziedziczyli na Koniecpolu, który od 1443 roku był miastem.
Linia kasztelańska wygasła w końcu XVII wieku. Wydała tylko dwóch senatorów – założyciela linii Mikołaja Przedbora, kasztelana rozpierskiego i jego syna Andrzeja, kasztelana połanieckiego.
Założyciel linii hetmańskiej Stanisław Przedbór był już zamożnym szlachcicem, który stworzył podwaliny pod magnacką pozycję rodu. W 1557 roku został starostą wieluńskim i radomskowskim, w 1576 otrzymał kasztelanię sieradzką. Dla swojego rodzinnego Koniecpola uzyskał szereg przywilejów. Ugruntował swoją mocną pozycję społeczną ślubem z siostrzenicą hetmana Jana Tarnowskiego, Elżbietą Ligęzianką. Oprócz czterech córek miał pięciu synów, z których największych zaszczyty uzyskał Aleksander Koniecpolski. Odznaczył się w kampaniach moskiewskich Stefana Batorego. W Koniecpolu wybudował zamek.
Jego synem był Stanisław Koniecpolski, od 1618 roku hetman polny koronny. Brał udział w wojnie z Tatarami, w bitwie pod Cecorą na trzy lata dostał się do tureckiej niewoli. W 1626 roku walczył ze Szwecją w Prusach, prowadząc wojnę partyzancką. W bitwie pod Trzcianą wojska szwedzkie poniosły klęskę. W 1632 Stanisław Koniecpolski został hetmanem wielkim koronnym (po 12 latach luki na tym stanowisku). Dzięki wygranej z Tatarami w bitwie pod Ochmatowem stał się znany w całej Europie. Z polecenia Władysława Wazy brał udział w reformowaniu armii. Zmarł 11 marca 1646 roku.
Jego syn, Aleksander Koniecpolski (1620–1659) walczył z Bohdanem Chmielnickim. 
Synem Aleksandra był Stanisław.
Ostatnim przedstawicielem rodu był Jan Aleksander Koniecpolski, zmarły w 1719 roku, na nim wygasł ród Koniecpolskich. Zgodnie z tradycją nad grobem ostatniego przedstawiciela rodu złamano szablę i strzaskano tarczę herbową.

## Znani przedstawiciele rodu

### Pokolenie 0
- Przedbór (druga połowa XIV wieku) – protoplasta rodu, starosta kujawski.

### Pokolenie 1
- Jakub z Koniecpola (?–1430) – wojewoda sieradzki, starosta kujawski.

### Pokolenie 2
- Jan Taszka Koniecpolski (?–1455) – kanclerz wielki koronny, starosta lelowski, sieradzki, dobrzyński.
- Mikołaj Przedbór Koniecpolski – kasztelan rozpierski, sandomierski.

### Pokolenie 3
- Jan i Przedbór (synowie Jana Taszki) – starości sieradzcy.
- Mikołaj Koniecpolski (?–1464; syn Mikołaja Przedbora) – starosta przemyski.
- Jakub Koniecpolski (?–1480; syn Mikołaja Przedbora) – starosta przemyski, kasztelan przemyski.

### Pokolenie 4
- Stanisław Koniecpolski (syn Jakuba) – starosta przemyski.

### Pokolenie 5
- Mikołaj Przedbór (syn Stanisława) – kasztelan rozpierski.
- Stanisław Przedbór (syn Stanisława) – kasztelan sieradzki, starosta wieluński.

### Pokolenie 6
- Andrzej Koniecpolski (syn Mikołaja Przedbóra) – kasztelan połaniecki.
- Stanisław Przedbór, podkomorzy sieradzki.
- Aleksander Koniecpolski (syn Stanisława Przedbóra) – wojewoda sieradzki.

### Pokolenie 7
- Stefan (syn Andrzeja) – pułkownik królewski.
- Samuel (syn Stanisława) – kasztelan chełmski.
- Aleksander (syn Stanisława) – szlachcic-infamis.
- Stanisław (syn Aleksandra) – hetman wielki koronny.
- Remigiusz (syn Aleksandra) – biskup chełmski.
- Krzysztof (syn Aleksandra) – wojewoda bełski, chorąży wielki koronny.
- Jan (syn Aleksandra) – wojewoda sieradzki.

### Pokolenie 8
- Andrzej (syn Stefana) – pisarz polny koronny, zm. 1649.
- Stanisław Franciszek (syn Stefana) – zapewne kasztelan bracławski[1].
- Stanisław (syn Samuela) – pułkownik królewski, kasztelan lubaczowski.
- Jan Przedbór (syn Aleksandra) – dworzanin królewski w 1654 r.
- Aleksander (syn Stanisława) – książę (od 1637[2]), wojewoda sandomierski.
- Jan Aleksander (syn Krzysztofa) – wojewoda bracławski, sieradzki, zm. 1719.
- Stanisław Karol (syn Jana) – wojewoda parnawski z 1660.

### Pokolenie 9
- Leonard Józefat (syn Stanisława Franciszka).
- Stanisław, Jan, Aleksander (synowie Jana Przedbóra).
- Stanisław (syn Aleksandra) – książę i hrabia na Tarnowie, kasztelan krakowski, zm. 1682.

## Pałace

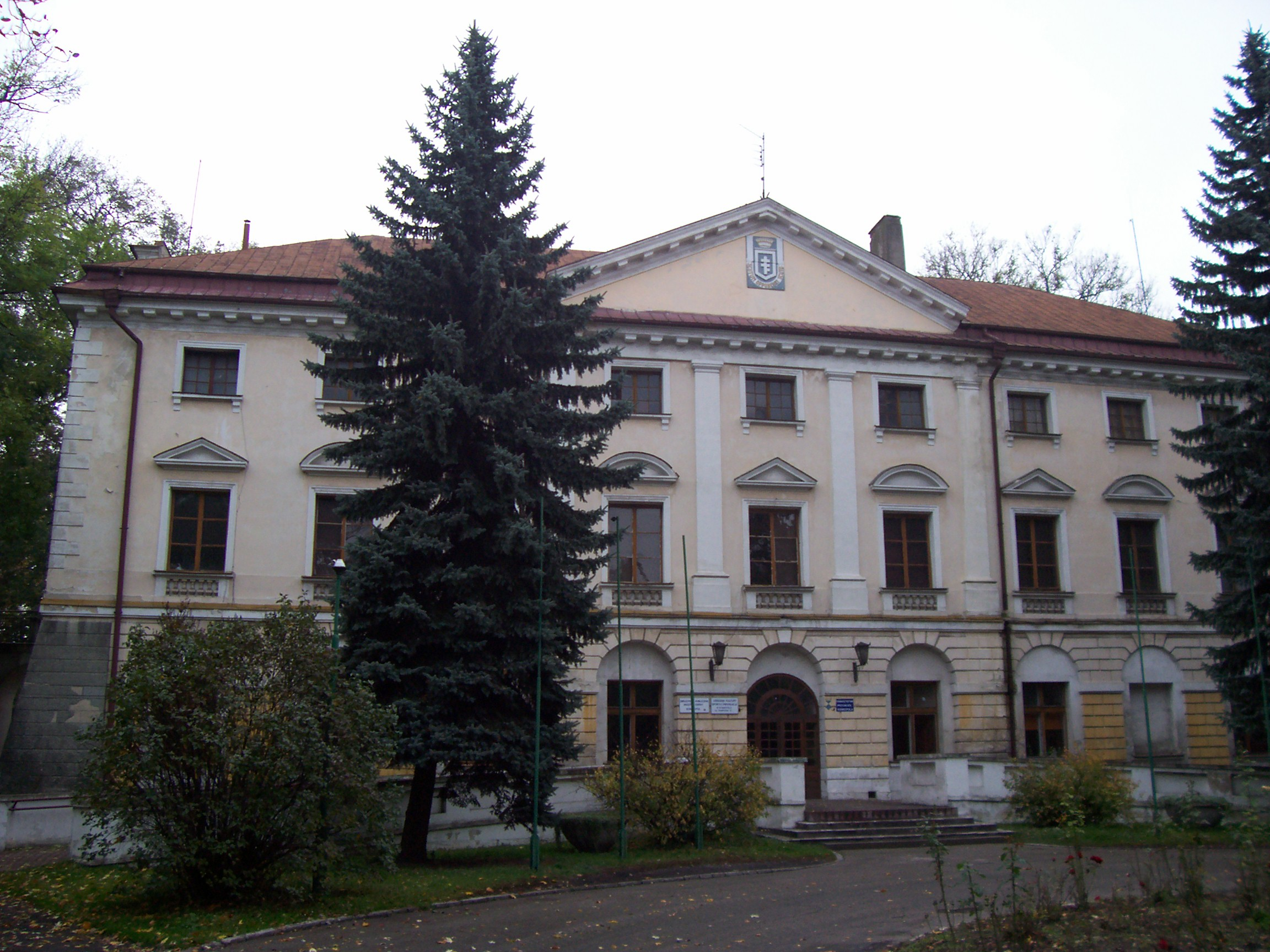
Pałac w Koniecpolu
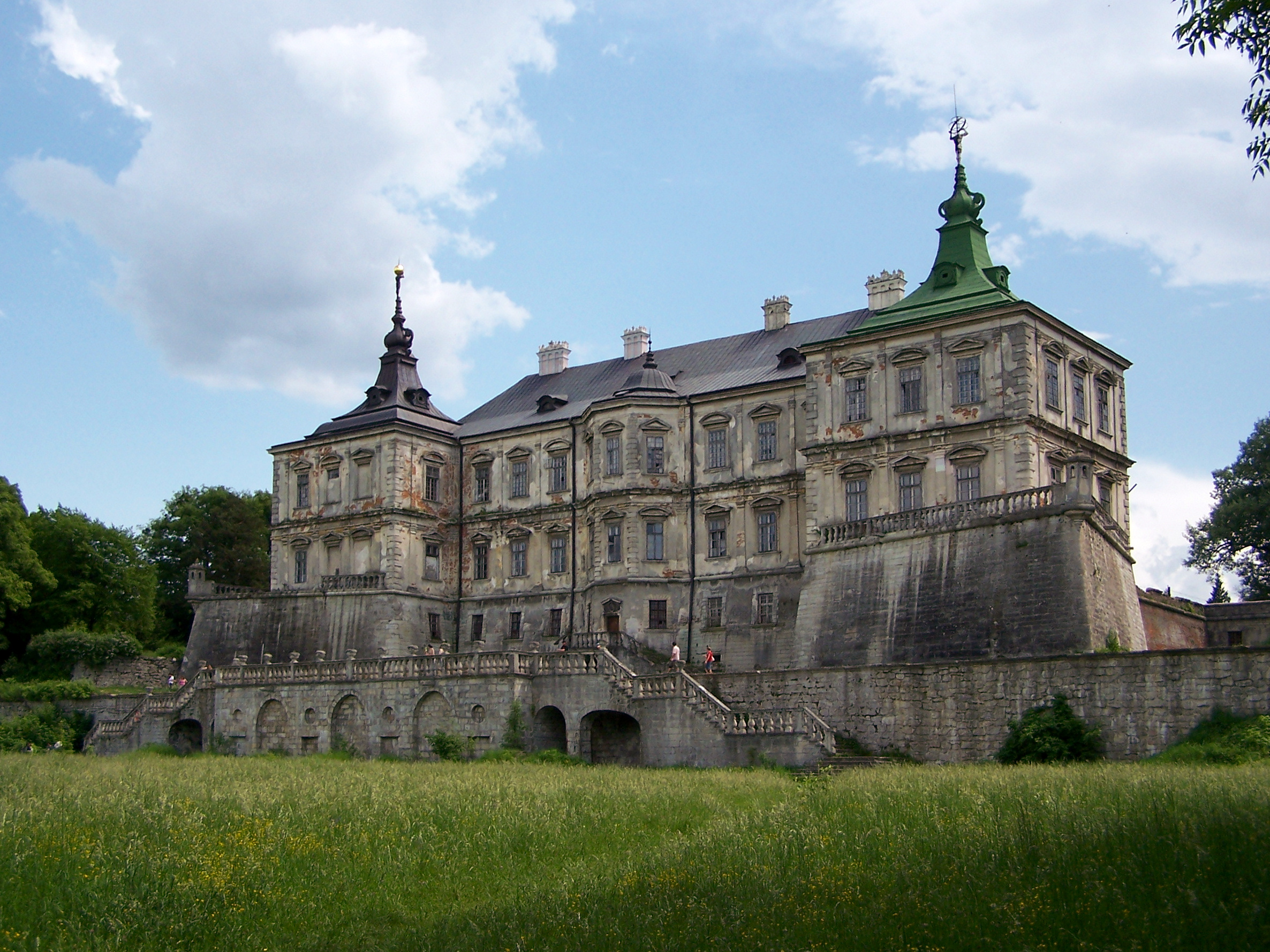
Zamek w Podhorcach
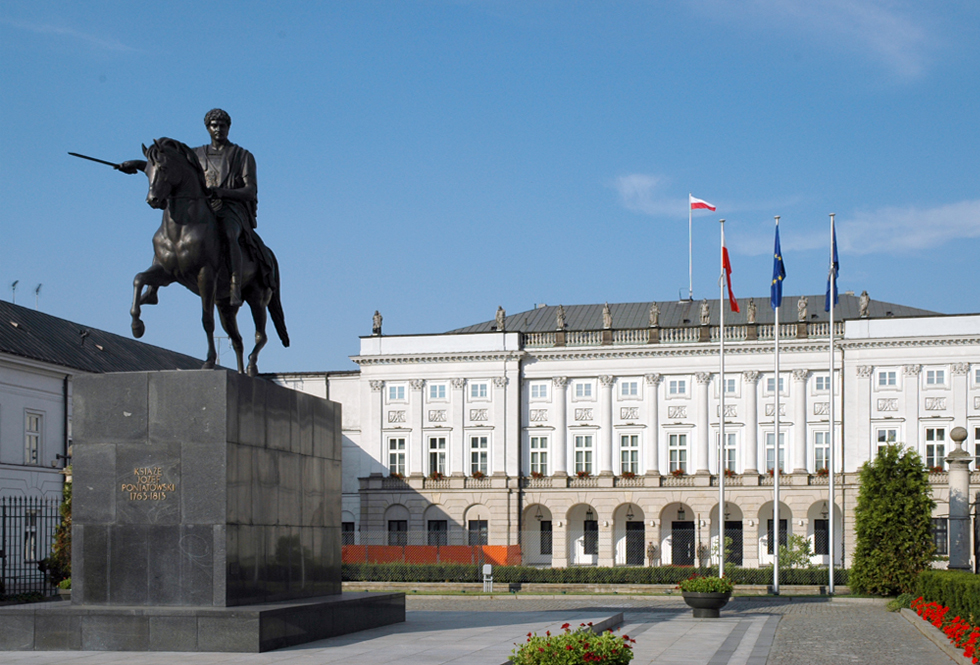
Pałac Koniecpolskich w Warszawie
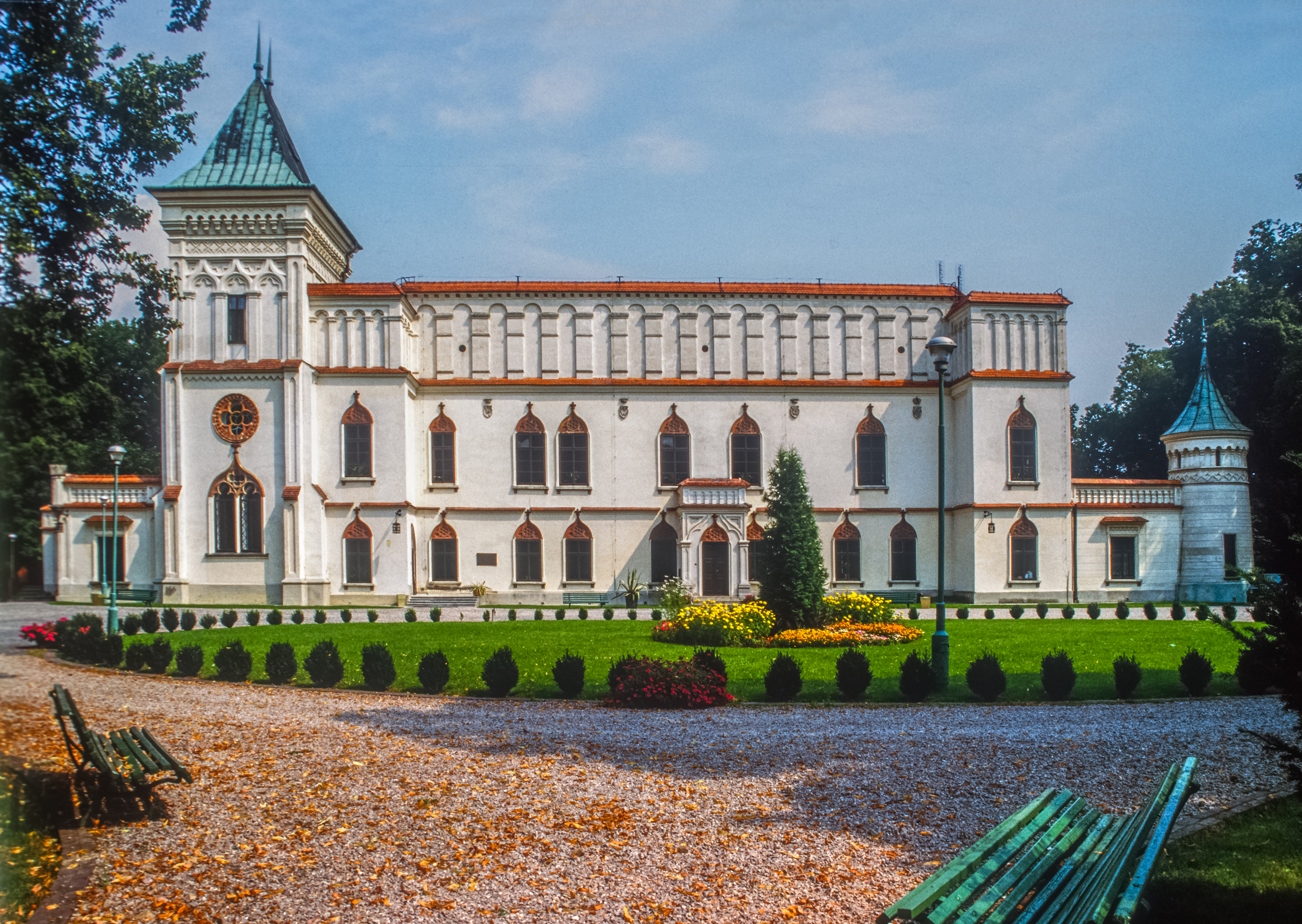
Pałac w Przecławiu
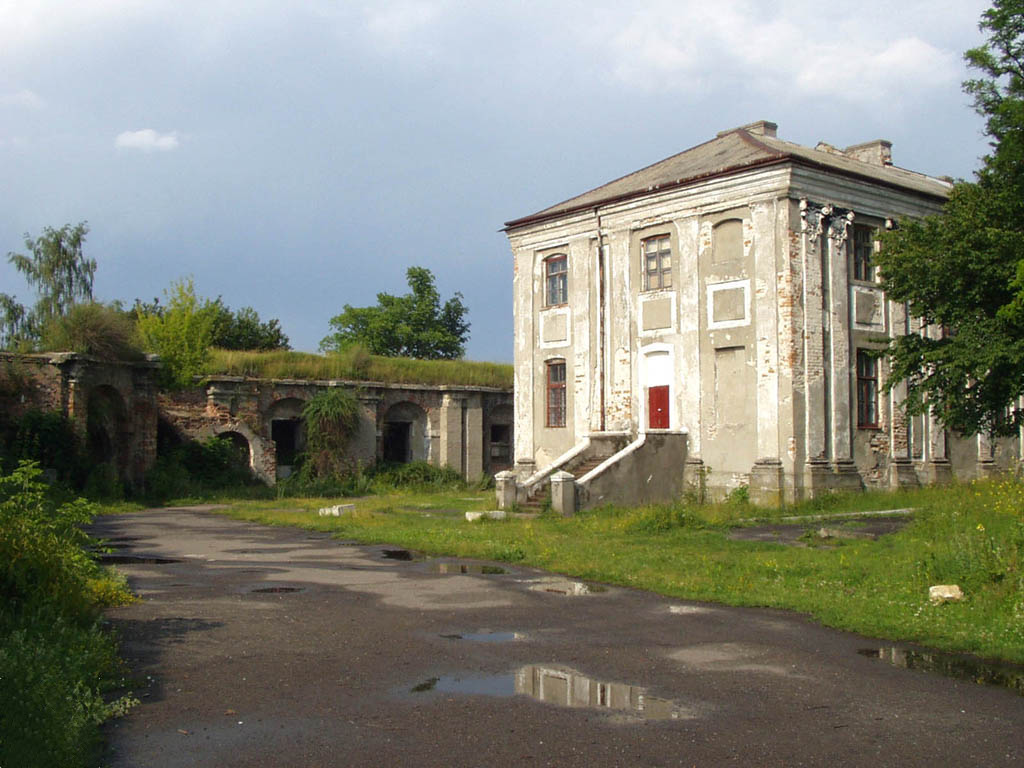
Zamek w Brodach

Inne zamki rodu Koniecpolskich:
- Zamek w Koniecpolu Nowym (nie istnieje)